# 古市憲寿
古市 憲寿（ふるいち のりとし、1985年〈昭和60年〉1月14日 - ）は、日本のコメンテーター、司会、作家、社会学者。

## 略歴

### 学歴
1985年、東京都墨田区に生まれ、6歳で埼玉県川口市に引越した。2003年、埼玉県立越谷北高等学校を卒業し、同年に慶應義塾大学環境情報学部にAO入試で入学した。2005年から2006年の間、ノルウェーのオスロ大学に交換留学していた。2007年、慶應義塾大学環境情報学部を卒業し、同年に東京大学大学院総合文化研究科国際社会科学専攻相関社会科学コース修士課程入学、のちに同コースを修了した。

### 職歴
元、慶應義塾大学SFC研究所訪問研究員（上席）、2023年から日本大学芸術学部客員教授。

#### 作家歴
2018年、初の小説『平成くん、さようなら』で第160回芥川龍之介賞の候補に、また2019年、『百の夜を跳ねて』で第161回同賞の候補になる。

#### 役職歴
- 2012年、野田内閣の内閣官房国家戦略室「フロンティア分科会」部会委員[12]。
- 2013年、安倍内閣の「経済財政動向等についての集中点検会合」委員[13]、内閣官房行政改革推進本部事務局「国・行政のあり方に関する懇談会」メンバー[14]。
- 2014年、内閣官房「クールジャパン推進会議」メンバー[15]
- 2014年、朝日新聞信頼回復と再生のための委員会外部委員[16]。
- 2015年、伊勢志摩サミットロゴマーク選考会審査委員[17]。
- 2016年、自民党「歴史を学び未来を考える本部」オブザーバー[18]。
- 2017年、厚生労働省「多様な選考・採用機会の拡大に向けた検討会委員」[19]
- 2019年、内閣府「パラダイムシフトと日本のシナリオ懇談会」メンバー[20]。
- 2021年、厚生労働省「雇用・女性支援プロジェクトチーム」メンバー[21]。
- 2022年、「新型コロナウイルス感染症対応に関する有識者会議」メンバー[22][23]。

### 受賞歴
- 2013年、「育志賞」（日本学術振興会）[24]

## 主張
- 若者の社会貢献志向、他者志向が強いことを肯定的に評価しながらも、彼らがコンサマトリー（＝自己目的、自己完結）と呼ばれる世界の中で生きていると主張する。その上で、社会を変えたいならば「自己中」になることが時には必要だと提言している。「人権ってのはわがままのことなんです」という言葉を引用しながら、むしろ現代の若者はより「自己中」になるべきであり、それを調整することが政治の役目であると語っている[25]。
- 内閣府の調査などをもとに、現代における若者の生活満足度が高い一方で、「悩みや不安がある」若者も増加しているとして、「将来に希望を持てないからこそ、今に幸せを感じるという現象が起きているのではないでしょうか」と述べている[26]。
- 2014年1月にテレビ朝日『朝まで生テレビ!』が実施した靖国神社参拝の支持に関する視聴者アンケートにおいて、支持が71％、不支持が29％と、支持率が高いという結果になった。このことについて、アンケート結果はあくまでも番組視聴者の意見に過ぎず、統計的に意味のない数字であると主張している[27]。
- 2014年、朝日新聞が従軍慰安婦報道や福島第一原発の吉田証言報道などにおいて起こした問題により失われた信頼を回復するためとして朝日新聞社が発足させた「信頼回復と再生のための委員会」の外部委員に選出された[28]。この問題について、朝日新聞と読者とのズレを認識することが解決策であると述べている。その上で、世の中には多様な言論が必要であり、朝日新聞にはせめて20年は存続してもらわないと困るという立場を取っている[29]。
- 2015年、『保育園義務教育化』の中で、日本には親(特に母親)の人権が軽視されているとして、誰もが質の高い乳幼児教育を受けることの重要性を主張した。その根拠として非認知能力の向上と、事前配分の重要性を挙げている[30]。
- 2020年の博報堂教育財団こども研究所のインタビューでは、乳幼児段階での教育効果が高等教育よりも大きいことが教育経済学でも判明しているとして、乳幼児教育の拡充が非認知能力を高めるうえで最良の方策であると述べている。また現状の、誰にも無限の可能性があるという考えは子供に負担をかけているとして、子供の主体性を重んじ、好きなことや得意なことといった、個人の特性を伸ばすことが重要ではないだろうかと述べている[31]。
- 2018年、祖母の死をきっかけに、文芸雑誌に初めて小説短篇を発表する。「割り切れなさが残った。それを表現するには論文でもエッセーでもなく、「小説という形がしっくりきた」」が理由だという。またこれまでの著作との関連については「「違う社会のあり方を提示するのが社会学。もう一つの解釈を示すという意味では、これまで書いてきたことと今回の小説は、僕の中で隔たりはない」」と述べている[32]。

## 人物

### 家族
- 父は鹿児島県南九州市（旧・川辺郡川辺町）出身[33]。

- 2019年10月からモカと名付けたマンチカン（メス）を実家で飼っている。愛猫家[34][35]。
- 妹が二人いる。

### 交友関係
- 安倍晋三夫妻と親交が深いことで知られる[36][37]。

### 嗜好
- チョコレート好きであり、なかでもノルウェーのミルクチョコレートが好きである[38]。

浜崎あゆみのデビュー以来の大ファンである。
本人曰く「あの頃のj-POPって『みんな頑張ろう』とか『もっと高く飛ぼう』とか明るい曲が多かった時代。ある種、90年代音楽業界、エンタメ的にはバブルで明るい雰囲気の中に急に浜崎あゆみの歌詞ってめっちゃくちゃ暗かったりとか、明るいだけではないみたいな、そういう事が印象的でしたね」

### 言動
- キス（接吻）を「唾液の交換」であるとし嫌悪している。そのことを社会学者の宮台真司から「クズの典型」[39]と評されている。
- 2022年　安倍晋三元首相の銃撃事件後、旧統一協会に関するメディア放送に対して「一部で報道がヒートアップして旧統一教会批判が起こっているが、もちろん批判すべきことは批判すべきだし、犯罪行為糾弾は必要だが、あまりにヒートアップすると容疑者の目論みどおりになってしまう」とと、太田光と同じように疑義を呈した[40]。
- 2021年1月、内閣総理大臣（当時）の菅義偉とメディアアーティストの落合陽一と山本雄史産経新聞新プロジェクト本部次長が朝食を共にしたこと[41]を「テレワークを呼びかける側の政治家の代表とデジタルに詳しい2人が対面でご飯を食べているんだなって、すごい笑っちゃったんですけど。それぐらい、これまでの慣習を変えるのって難しいのかなって思っちゃったんですけど」と言及した[42]。その後、落合は「社会学者という肩書きの「クソ大学院生」にディスられる事態が発生．」[43]とTwitterに投稿。落合はこの経緯を報じた東京スポーツに対し編集部まで乗り込んで記事を削除させた[44]。後に落合は「一つだけ．僕の知る限り古市憲寿氏は既に大学院生ではなく，2年程度前には大学の籍を離れているかと思います．僕は「古市さん」の名前を挙示することはありませんが，彼のイメージと僕の発言を恣意的につなぎ「特定の個人の批判記事が作られること」は大変に遺憾であり，削除等の対応を求めています．」[45]とTwitterに投稿している。

### フジテレビ問題について
- 中居正広・フジテレビ問題に関して、古市が本人や代理人に確認もせずに加害者側の発言を信じ言説を流布しているとの被害女性の意見が週刊文春で報じられた。これを受け、古市は代理人に質問状を送った結果、代理人より返事があり全てへの答えではないものの誠実な回答があったと評した。自身のXで調査や取材を進めているのでいずれ発表できればと2025年6月18日に投稿した[46][47]。
- 第三者員会の中居正広・フジテレビ問題に関連した調査報告書で、不適切事案として挙げられた会食に参加した男性俳優が女性セブンプラスの報道で福山雅治だと明らかになったことについて、第三者委員会の報告書が断罪の契機になることへの疑問を呈した。また、報告書を出した竹内朗弁護士に今後仕事を依頼する人が居るのかとの趣旨をXで投稿した[48]。

## 著作リスト

### 単著
- 『希望難民ご一行様 ピースボートと「承認の共同体」幻想』（解説 本田由紀）（光文社新書、ISBN 978-4-334-03578-5、2010年）- 2011年新書大賞7位
  - 改題『希望難民』（光文社、2022年）文庫化
- 『絶望の国の幸福な若者たち』（講談社、ISBN 978-4-06-217065-9、2011年）- 第11回新潮ドキュメント賞候補
- 『僕たちの前途』（講談社、ISBN 9784-06-218082-5、2012年）
  - 改題『働き方は「自分」で決める』（講談社文庫、ISBN 978-4-06-277941-8、2014年）文庫化
- 『誰も戦争を教えてくれなかった』（講談社、ISBN 978-4-06-218457-1、2013年）
  - 改題『誰も戦争を教えられない』（講談社+α文庫、ISBN 978-4-06-281606-9、2015年）文庫化
- 『だから日本はズレている』（新潮新書、ISBN 978-4-10-610566-1、2014年）- 発行部数10万部[49]
- 『保育園義務教育化』（小学館、ISBN 978-4-09-388430-3、2015年）
- 『古市くん、社会学を学び直しなさい!!』（光文社新書、ISBN 978-4-334-03947-9、2016年）
- 『大田舎・東京　都バスから見つけた日本』（文藝春秋、2017年）
- 『誰の味方でもありません』（新潮新書、2019年　週刊新潮で2018年4月から続いている同名連載のまとめ）
- 『絶対に挫折しない日本史』（新潮新書、2020年） ISBN 978-4106108761
- 『楽観論』（新潮新書、2021年）
- 『10分で名著』（講談社現代新書、2021年）
- 『希望難民～ピースボートと「承認の共同体」幻想～』（光文社、2022年）
- 『正義の味方が苦手です』（新潮社、2023年）
- 『謎とき　世界の宗教・神話』（講談社、2023年）
- 『昭和100年』（講談社、2024年）

#### 小説
- 『平成くん、さようなら』文藝春秋、2018年11月。ISBN 978-4-16-390923-3。
  - 『平成くん、さようなら』文藝春秋〈文春文庫〉、2021年5月。ISBN 978-4-16-791688-6。文庫化。
- 『百の夜は跳ねて』新潮社、2019年6月。ISBN 978-4-10-352691-9。
- 『奈落』新潮社、2019年12月。ISBN 978-4-10-352692-6。
- 『アスク・ミー・ホワイ』マガジンハウス、2020年8月。ISBN 978-4-8387-3111-4。
  - 『アスク・ミー・ホワイ』文藝春秋〈文春文庫〉、2024年8月。文庫化。

- 『ヒノマル』文藝春秋, 2022.2

### 共著
- （中沢明子）『遠足型消費の時代』（朝日新書、2011年）
- （上野千鶴子）『上野先生、勝手に死なれちゃ困ります! 僕らの介護不安に答えてください』（光文社新書、2011年）
- （加藤嘉一）『頼れない国でどう生きようか』PHP新書、2012年
- （藤村龍至、西田亮介、山崎亮、開沼博、藤沢烈、河村和徳他）『ニッポンのジレンマ ぼくらの日本改造論』朝日新書、2013年
- （國分功一郎）『社会の抜け道』小学館、2013年
- （トゥッカ・トイボーネン）『国家がよみがえるとき 持たざる国であるフィンランドが何度も再生できた理由』マガジンハウス、2015年
- （小倉智昭）『本音』（新潮社、2024年）

### 絵本
- （中居正広・劇団ひとり）『♪ピンポンパンポンプー』（マガジンハウス、2020年）
- （中居正広・劇団ひとり）『パリン グリン ドーン』（マガジンハウス、2022年）
- （中居正広・劇団ひとり）『Wピース』（マガジンハウス、2024年）

### 雑誌掲載
小説
- 「彼は本当は優しい」『文學界』2018年4月号
- 「平成くん、さようなら」『文學界』2018年9月号
- 「百の夜は跳ねて」『新潮』2019年6月号
- 「奈落」『新潮』2019年12月号

エッセイなど
- 「僕たちコクーンジャパン」『ユリイカ』青土社、2010年
- 「ポスト1991」『g2』 vol.6 講談社、2010年
- 「東京ガールズコレクションの正体」『g2』 vol.7 講談社、2011年
- 「ちっぽけな男たちの物語」（『ユリイカ』山下敦弘監督特集）青土社、2011年
- 「佐藤健インタビュー 幸せな若者たちの時代」『g2』 vol.8 講談社、2011年
- 「昔に生まれなくて良かった。」『本』 2011年8月号
- 「大企業バッシング、不買運動に走る若者たち」『宣伝会議』2011年11月15日号
- 「20代の若者は現在の生活に満足」『週刊エコノミスト』2011年11月29日号
- 「アニメとリア充のあいだ」『Quick Japan』 99号、2011年
- （大野更紗との対談）「「幸福」な世代の新しい社会運動?」『POSSE』 vol.13 POSSE 2011年
- 「社会を降りて、社会を変える」『広告』 2012年1月号
- 「2012年のコミューンたち」『atプラス』11号
- （竹中平蔵との対談）「「幸福な若者」に迫る危機」『週刊東洋経済』臨時増刊2012年2月29日号
- 「なんで宇宙なんて行くの?」『新潮』2012年3月号
- （加藤嘉一との対談）「日本は本当に「絶望の国」なのか？」『Voice』2012年3月号
- 「ドラえもん読むのも仕事」『本の時間』2012年3月号
- 「リーダーなんていらない」『新潮45』2012年3月号
- 「「女性化」する日本」『新潮45』2012年4月号
- （鈴木謙介との対談）「日本のショッピングモールを語り尽くす」『宣伝会議』2012年4月15日号
- 「2042・終焉を待つ奇妙な幸福国家」『新潮45』2012年5月号
- 「戦争を知らない若者たち」『g2』Vo.10、2012年

## 出演
報道・情報・ワイドショー・討論番組
| 期間          | 期間                                   | 番組名                                          | 役職                                 | 備考                                                                             |
| ------------- | -------------------------------------- | ----------------------------------------------- | ------------------------------------ | -------------------------------------------------------------------------------- |
| 2012年2月     | 2024年1月1日未明（2023年12月31日深夜） | 朝まで生テレビ!（テレビ朝日）                   | パネラー出演                         | 番組自体現在は、同局の関連会社であるBS朝日に移行し継続                           |
| 2012年4月     | 2013年3月                              | NEWS WEB 24（NHK総合）                          | ネットナビゲーターでのコメンテイター | 第1期生にて出演、また『NEWS WEB』では祝日に出演                                  |
| 2012年        | 2021年3月25日                          | 情報プレゼンター とくダネ!（フジテレビ）        | コメンテーター→スペシャルキャスター  | コメンテーター時代は木曜日に出演し、スペシャルキャスター時代は水・木曜日にて出演 |
| 2012年        | 現在                                   | 真相報道 バンキシャ!（日本テレビ）              | ゲストコメンテーター                 |                                                                                  |
| 2013年4月     | 2019年3月                              | 新世代が解く!ニッポンのジレンマ（NHK Eテレ）    | 司会                                 |                                                                                  |
| 2013年8月     | 2016年2月                              | 報道ステーション（テレビ朝日）                  | ゲストコメンテーター                 | 番組の初登場は火曜日に出演し、2回目以降は金曜日にて随時出演                      |
| 2014年10月5日 | 2024年8月18日                          | ワイドナショー（フジテレビ）                    | ゲストコメンテーター                 |                                                                                  |
| 2015年4月1日  | 2017年3月29日                          | あしたのコンパス（フジテレビ - ホウドウキョク） | 水曜日アンカーでのMC                 |                                                                                  |
| 2015年4月     | 現在                                   | Together〜だれにも言えないこと〜（BS-TBS）      | MC                                   |                                                                                  |
| 2017年4月5日  | 2017年8月31日                          | FLAG7（フジテレビ - ホウドウキョク）            | 水曜日アンカーでのMC                 | 番組最終日（2017年8月31日）は、三浦瑠麗の代役にて出演                            |
| 2019年4月     | 2024年12月                             | 中居正広の土曜日な会（テレビ朝日）              | 会員                                 | 基本的にレギュラー出演（不在の場合もあり）                                       |
| 2021年4月1日  | 2025年3月27日                          | めざまし8（フジテレビ）                         | 木曜日スペシャルキャスター           |                                                                                  |
| 2025年4月3日  | 現在                                   | DayDay(日本テレビ)                              | 曜日ゲスト                           |                                                                                  |
| 2024年2月12日 | 現在                                   | 旬感LIVEとれたてっ！(関西テレビ)                | ゲストコメンテーター                 |                                                                                  |

ラジオ番組・その他
- PEOPLE ～伊藤洋介・古市憲寿の J-POP J-MIND～（JFN系FM局ネット・JFN PARK配信、2018年4月 - ）- パーソナリティ
- 新・週刊フジテレビ批評（フジテレビ）- コメンテーター
- 古市ドア（フジテレビ、2016年3月29日）- MC（初の単独司会）
- PEOPLE ～伊藤洋介・古市憲寿の J-POP J-MIND～（JFN系FM局ネット・JFN PARK配信、2018年4月 - ）- パーソナリティ
- ふるいちくんのとんがり図鑑（2019年5月26日、フジテレビ） - 編集長(MC)

### CM
- サントリー『クラフトボス スペシャルティ微糖』「新しい風・ブレンド」篇（2020年） - 新入社員 （※CM初出演）
- ソフトバンク『SoftBank 5G』「5Gってドラえもん？」 - 未来のスネ夫 役
  - 「未来のジャイアン・スネ夫登場」篇（2020年）
  - 「未来からの意見」篇（2021年）]
- 富士フイルムアスタリフト「列車のふたり セラミド」篇(2024年)

### 自治体PR
- 福井市「福いいネ!グランプリ」-動画、「古市 VS 福井市」-ポスター（2022）[52][53]